# Sauveterre (Tarn)
Sauveterre település Franciaországban, Tarn megyében. Lakosainak száma 186 fő (2022. január 1.). Sauveterre Lespinassière, Cassagnoles, Albine, Lacabarède, Rouairoux és Saint-Amans-Valtoret községekkel határos.

## Népesség
A település népessége az elmúlt években az alábbi módon változott:
| Lakosok száma | 183  | 173  | 171  | 167  | 164  | 161  | 169  | 178  | 186  |
|               | 2013 | 2015 | 2016 | 2017 | 2018 | 2019 | 2020 | 2021 | 2022 |